# Nolana werdermannii
Nolana werdermannii är en potatisväxtart som beskrevs av L M.Johnston. Nolana werdermannii ingår i släktet cymbalblommor, och familjen potatisväxter. Inga underarter finns listade i Catalogue of Life.